# Bluechip Computer

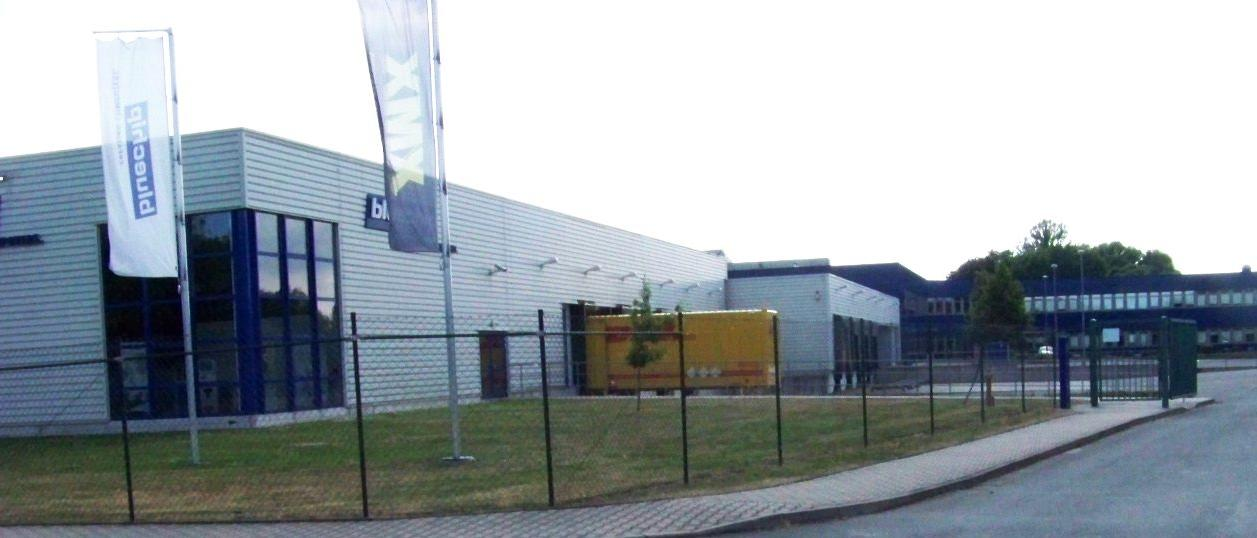
Firmengelände

Die Bluechip Computer AG (eigene Schreibweise: bluechip) ist ein Computerhersteller mit Sitz im thüringischen Meuselwitz im Landkreis Altenburger Land. Das Hauptaugenmerk liegt auf der Fertigung von Business-Notebooks, PCs und Servern und deren Vertrieb über Fachhändler.

## Geschichte
Im Jahre 1992 gründet Hubert Wolf, der heutige Vorstandsvorsitzende, die bluechip Computer Großhandelsgesellschaft mbH. Die Umwandlung in die heutige bluechip Computer Aktiengesellschaft erfolgte im Jahr 2000.
Bis zur Insolvenz der AgfaPhoto GmbH im Jahr 2005 war bluechip Hauptlieferant für das Unternehmen und fertigte unter anderem einen Fotokiosk, der heute von bluechip selbst weiter vermarktet wird. Eine weitere Kooperation besteht mit Sony, für die bluechip unter anderem Fotodrucker fertigt.
Im Geschäftsjahr 2008/2009 erwirtschaftete bluechip mit 220 Mitarbeitern in 25.000 m² Fertigungs- und Logistikgebäuden 74,85 Millionen Euro Umsatz und stellte 135.000 PCs her. Im Geschäftsjahr 2009/2010 stellte bluechip 230 Mitarbeiter an und erwirtschaftete einen Umsatz von 89 Millionen Euro. Im Geschäftsjahr 2021/2022 verzeichnete bluechip einen Umsatz von 171 Millionen Euro.
Im Oktober 2010 wurde bekannt, dass die Bluechip Computer AG die Brunen-Gruppe, einen der größten deutschen PC-Onlinehändler, übernimmt. Bluechip gelangte damit auch indirekt in den Besitz der Marke „One“, unter der bisher von Brunen IT zusammengestellte PCs und Notebooks vertrieben wurden.

## Geschäftsfelder

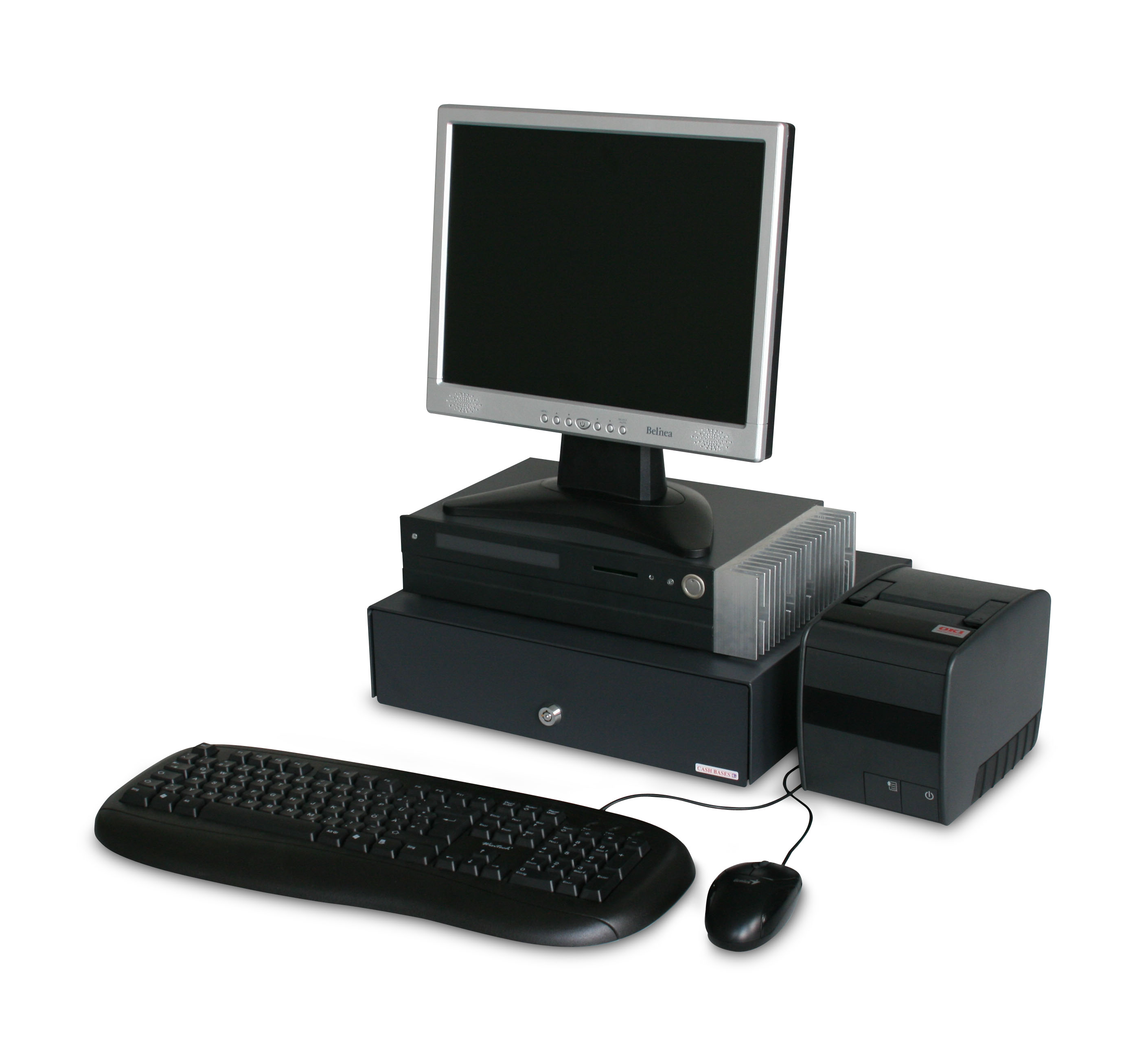
Kassensystem von bluechip

Unter dem Motto „bluechip – CREATING COMPUTERS“ agiert das Unternehmen in vier Geschäftsfeldern:
- Herstellung und Vertrieb von frei konfigurierbaren Servern, Workstations, Notebooks und PCs unter den „bluechip“-Eigenmarken
- Handel mit Peripherie, Notebooks und Komponenten über Fachhändler, Systemhäuser und andere Wiederverkäufer
- Distribution von Produkten ausgewählter Markenhersteller
- hardwareorientierte Entwicklungs-, Logistik- und Servicedienstleistungen

Eines der eigenentwickelten Produkte von bluechip ist der Fotokiosk. Für den Sofort-Fotodruck entwickelt, findet der bluechip-Fotokiosk weit verbreitete Anwendung überall dort, wo schnell Bildausdrucke benötigt werden. Ebenfalls zu den Eigenentwicklungen zählt ein passiv gekühlter Mini-PC, der unter anderem für Kassenlösungen seine Anwendung findet.

## Sponsorenaktivitäten
Das Unternehmen ist Hauptsponsor des Regionalliga-Fußballvereins ZFC Meuselwitz und Namensgeber des dortigen Fußballstadions.